# Leichtathletik-Weltmeisterschaften 2013/Teilnehmer (Bermuda)
| Gelbes Symbol für Goldmedaillen mit stilisierten Olympischen Ringen | Graues Symbol für Silbermedaillen mit stilisierten Olympischen Ringen | Braundes Symbol für Bronzemedaillen mit stilisierten Olympischen Ringen |
| ------------------------------------------------------------------- | --------------------------------------------------------------------- | ----------------------------------------------------------------------- |
| —                                                                   | —                                                                     | —                                                                       |

Der Leichtathletik-Verband aus Bermuda stellte eine Teilnehmerin und einen Teilnehmer bei den Leichtathletik-Weltmeisterschaften 2013 in der russischen Hauptstadt Moskau.

## Ergebnisse

### Männer

#### Sprung/Wurf
| Athlet       | Disziplin  | Qualifikation | Qualifikation | Finale             | Finale             |
| Athlet       | Disziplin  | Weite         | Platz         | Weite              | Platz              |
| ------------ | ---------- | ------------- | ------------- | ------------------ | ------------------ |
| Tyrone Smith | Weitsprung | 7,89 m        | 13            | nicht qualifiziert | nicht qualifiziert |

### Frauen

#### Sprung/Wurf
| Athlet       | Disziplin  | Qualifikation | Qualifikation | Finale             | Finale             |
| Athlet       | Disziplin  | Weite         | Platz         | Weite              | Platz              |
| ------------ | ---------- | ------------- | ------------- | ------------------ | ------------------ |
| Arantxa King | Weitsprung | 6,36 m        | 23            | nicht qualifiziert | nicht qualifiziert |